# Décathlon aux championnats du monde d'athlétisme 1993
Navigation
Tokyo 1991 Göteborg 1995
Le concours du décathlon des championnats du monde d'athlétisme 1993 s'est déroulé les 19 et 20 août 1993 au  Gottlieb Daimler Stadion de Stuttgart, en Allemagne. Il est remporté par l'Américain Dan O'Brien.
O'Brien réussit brillamment les deux premières épreuves, mais perd des points sur ses principaux adversaires au poids et à la hauteur. Malgré une première place au 400 m, il ne compte que 4 points d'avance sur l'Allemand Paul Meier à l'issue de la première journée. Eduard Hämäläinen, 5e à mi-parcours, réalise 13 s 57 sur 110 m haies, ce qui représente la meilleure performance mondiale en décathlon. Il enchaîne avec trois records personnels en trois épreuves, pour se retrouver à 85 pts de l'Américain. O'Brien consolide son avance au javelot, ce qui lui laisse une marge de 15 s avant le 1 500 m. Au total il bat le record des championnats, qu'il possédait déjà. Hämäläinen termine deuxième avec 8 724 pts, ce qui fait de lui le 7e meilleur décathlonien de tous les temps. Meier complète le podium avec la meilleure performance de sa carrière.

## Médaillés
| Or          | Argent            | Bronze     |
| Dan O'Brien | Eduard Hämäläinen | Paul Meier |

## Résultats
| Rang               | Athlète           | Pays        | Total        | 100 m   | Long.  | Poids   | Haut.  | 400 m   | 110 m h. | Disque  | Perche | Jav.    | 1 500 m       |
| ------------------ | ----------------- | ----------- | ------------ | ------- | ------ | ------- | ------ | ------- | -------- | ------- | ------ | ------- | ------------- |
| Médaille d'or      | Dan O'Brien       | États-Unis  | 8 817 pts CR | 10 s 57 | 7,99 m | 15,41 m | 2,03 m | 47 s 46 | 14 s 08  | 47,92 m | 5,20 m | 62,56 m | 4 min 40 s 08 |
| Médaille d'argent  | Eduard Hämäläinen | Biélorussie | 8 724 pts NR | 10 s 72 | 7,05 m | 15,49 m | 2,09 m | 47 s 64 | 13 s 57  | 49,26 m | 5,30 m | 61,88 m | 4 min 39 s 34 |
| Médaille de bronze | Paul Meier        | Allemagne   | 8 548 pts PB | 10 s 57 | 7,57 m | 15,45 m | 2,15 m | 47 s 73 | 14 s 63  | 45,72 m | 4,60 m | 61,22 m | 4 min 32 s 05 |
| 4                  | Christian Schenk  | Allemagne   | 8 500 pts PB | 11 s 22 | 7,63 m | 15,72 m | 2,15 m | 48 s 78 | 15 s 29  | 46,94 m | 4,80 m | 65,32 m | 4 min 24 s 44 |
| 5                  | Alain Blondel     | France      | 8 444 pts PB | 10 s 94 | 7,20 m | 14,06 m | 1,94 m | 48 s 12 | 14 s 40  | 45,74 m | 5,40 m | 62,22 m | 4 min 19 s 89 |
| 6                  | Christian Plaziat | France      | 8 398 pts SB | 10 s 80 | 7,50 m | 14,47 m | 2,09 m | 47 s 91 | 14 s 36  | 41,74 m | 5,00 m | 56,96 m | 4 min 26 s 31 |
| 7                  | Steve Fritz       | États-Unis  | 8 324 pts PB | 10 s 83 | 7,52 m | 13,87 m | 2,03 m | 48 s 40 | 13 s 99  | 41,62 m | 4,90 m | 57,68 m | 4 min 23 s 56 |
| 8                  | Rob Muzzio        | États-Unis  | 8 237 pts PB | 11 s 11 | 6,72 m | 16,99 m | 1,94 m | 49 s 82 | 14 s 51  | 47,90 m | 5,00 m | 64,50 m | 4 min 34 s 43 |
| 9                  | Michael Kohnle    | Allemagne   | 8 075 pts SB | 11 s 16 | 7,40 m | 14,34 m | 2,00 m | 50 s 17 | 14 s 51  | 44,70 m | 5,00 m | 62,10 m | 4 min 47 s 95 |
| 10                 | Tomáš Dvořák      | Tchéquie    | 8 032 pts PB | 10 s 93 | 7,20 m | 14,69 m | 2,00 m | 49 s 40 | 14 s 21  | 42,66 m | 4,50 m | 61,30 m | 4 min 37 s 79 |
| 11                 | Petri Keskitalo   | Finlande    | 8 000 pts    | 11 s 03 | 7,30 m | 14,85 m | 1,94 m | 50 s 76 | 14 s 66  | 43,26 m | 5,00 m | 63,92 m | 4 min 49 s 48 |
| 12                 | Indrek Kaseorg    | Estonie     | 7 911 pts    | 11 s 41 | 7,31 m | 11,97 m | 2,12 m | 48 s 99 | 14 s 67  | 40,40 m | 4,60 m | 57,46 m | 4 min 19 s 20 |
| 13                 | Henrik Dagård     | Suède       | 7 838 pts    | 10 s 95 | 7,05 m | 14,44 m | 1,76 m | 48 s 38 | 14 s 61  | 42,72 m | 4,70 m | 64,78 m | 4 min 44 s 09 |
| 14                 | Sébastien Levicq  | France      | 7 783 pts    | 11 s 36 | 7,15 m | 13,48 m | 1,97 m | 51 s 75 | 15 s 10  | 41,48 m | 5,10 m | 64,00 m | 4 min 41 s 43 |
| 15                 | Ramil Ganiyev     | Ouzbékistan | 7 734 pts SB | 11 s 09 | 7,26 m | 14,07 m | 2,03 m | 49 s 80 | 14 s 64  | 39,78 m | 5,10 m | 43,00 m | 4 min 45 s 15 |
| 15                 | Ronalds Blums     | Lettonie    | 7 734 pts    | 11 s 32 | 7,15 m | 12,96 m | 1,97 m | 50 s 55 | 14 s 67  | 39,12 m | 5,00 m | 57,16 m | 4 min 33 s 59 |
| 17                 | Sándor Munkácsi   | Hongrie     | 7 726 pts    | 11 s 12 | 7,08 m | 13,36 m | 1,94 m | 48 s 71 | 14 s 60  | 41,02 m | 4,50 m | 51,04 m | 4 min 21 s 97 |
| 18                 | Xavier Brunet     | Espagne     | 7 547 pts    | 11 s 16 | 6,88 m | 12,13 m | 2,15 m | 49 s 09 | 14 s 62  | 37,86 m | 4,60 m | 49,14 m | 4 min 46 s 72 |
| 19                 | Alex Kruger       | Royaume-Uni | 7 481 pts    | 11 s 34 | 7,07 m | 13,90 m | 2,06 m | 50 s 33 | 15 s 10  | 40,00 m | 4,40 m | 54,04 m | 4 min 52 s 53 |
| 20                 | Katsuhiko Matsuda | Japon       | 7 140 pts    | 11 s 30 | 7,03 m | 12,39 m | 1,97 m | 49 s 68 | 14 s 61  | 38,32 m | 4,40 m | 43,40 m | 5 min 03 s 56 |
| 21                 | Munehiro Kaneko   | Japon       | 6 912 pts    | 11 s 24 | NM     | 13,25 m | 2,00 m | 49 s 60 | 14 s 52  | 45,08 m | 4,70 m | 57,78 m | 4 min 55 s 28 |
| 22                 | Barry Walsh       | Irlande     | 6 632 pts    | 11 s 66 | 6,73 m | 14,21 m | 1,94 m | 51 s 29 | 15 s 36  | 45,38 m | NM     | 55,52 m | 4 min 42 s 59 |
| —                  | Robert Změlík     | Tchéquie    | DNF          | 10 s 78 | 7,41 m | 13,21 m | 1,97 m | DNS     |          |         |        |         |               |
| —                  | Dezső Szabó       | Hongrie     | DNF          | 11 s 02 | 7,01 m | 13,16 m | 1,94 m | DNS     |          |         |        |         |               |
| —                  | Mike Smith        | Canada      | DNF          | 10 s 99 | NM     | DNS     |        |         |          |         |        |         |               |

## Légende
Records et Performances
- AR : Record continental (area record)
- CR : Record des championnats (championship record)
- MR : Record du meeting (meet record)
- NR : Record national (national record)
- OR : Record olympique (olympic record)
- PR : Record paralympique (paralympic record)
- PB : Record personnel (personal best)
- SB : Meilleure performance personnelle de la saison (season's best)
- WL : Meilleure performance mondiale de l'année (world leader)
- WJR : Record du monde junior (world junior record)
- WR : Record du monde (world record)

Circonstances et Conditions
- DNF : N'a pas terminé (did not finish)
- DNS : N'a pas pris le départ (did not start)
- DQ : Disqualification (disqualification)
- NM : Aucun essai valable enregistré (No Mark)
- Q : Qualifié « directement » au prochain tour (ou à la prochaine compétition), lors d'une compétition majeure, grâce au classement ou à la réalisation des minima (automatic qualifier)
- q : Qualifié au prochain tour (ou à la prochaine compétition), lors d'une compétition majeure, grâce au repêchage ou à la réalisation de l'une des meilleures performances parmi celles des « non qualifiés directement » (grâce au meilleur temps ou à la meilleure distance par exemple) (secondary qualifier)